# Recopa de la AFC 1991-92
La Recopa de la AFC 1991/92 es la segunda edición de este torneo de fútbol a nivel de clubes de Asia organizado por la AFC y que contó con la participación de 17 equipos campeones de copa de sus respectivos países.
El Nissan FC de Japón venció en la final al Al-Nassr de Arabia Saudita para ser el primer equipo de Japón en ganar el torneo.

## Primera Ronda

### Asia Occidental
| Equipo 1 | Agr.         | Equipo 2  | Ida | Vuelta |
| -------- | ------------ | --------- | --- | ------ |
| Sharjah  | 2-2 (v.)     | Dhofar    | 2-1 | 0-1    |
| Al-Sadd  | 2-2 (2:4 p.) | Kazma     | 1-1 | 1-1    |
| Al-Nassr | 4-2          | Al Ansar  | 2-1 | 2-1    |
| Al-Ahli  | 1-2          | Al Ramtha | 1-0 | 0-2    |
| Al-Ahli  | bye          |           |     |        |
| Malavan  | bye          |           |     |        |

### Asia Oriental
| Equipo 1     | Agr. | Equipo 2           | Ida | Vuelta |
| ------------ | ---- | ------------------ | --- | ------ |
| Nissan       | 6-0  | Geylang            | 6-0 | 0-0    |
| Abahani KC   | 0-1  | East Bengal        | 0-0 | 0-1    |
| Pupuk Kaltim | 9-01 | Karachi Port Trust | 6-0 | 3-0    |
| Sinugba      | bye2 |                    |     |        |

1 Pupuk Kaltim entró como el subcampeón de la Liga Indonesia de 1990 debido a que las temporadas entre 1990 y 1992 no finalizaron 

2 El representante de Corea del Sur abandonó el torneo

## Segunda Ronda (Asia Occidental)
| Equipo 1  | Agr. | Equipo 2 | Ida | Vuelta |
| --------- | ---- | -------- | --- | ------ |
| Al-Nassr  | 2-0  | Al-Ahli  | 2-0 | 0-0    |
| Al Ramtha | 2-1  | Dhofar   | 1-0 | 1-1    |
| Malavan   | bye  |          |     |        |
| Kazma     | bye  |          |     |        |

## Cuartos de final
| Equipo 1     | Agr.    | Equipo 2 | Ida | Vuelta |
| ------------ | ------- | -------- | --- | ------ |
| Al Ramtha    | 1-1 (a) | Malavan  | 0-0 | 1-1    |
| Kazma        | 1-3     | Al Nasr  | 0-1 | 1-2    |
| East Bengal  | 1-7     | Nissan   | 1-3 | 0-4    |
| Pupuk Kaltim | (w/o)1  | Sinugba  |     |        |

1 El Sinugba abandonó el torneo antes de jugar el partido de ida

## Semifinales
| Equipo 1  | Agr. | Equipo 2     | Ida | Vuelta |
| --------- | ---- | ------------ | --- | ------ |
| Al Ramtha | 1-3  | Al-Nassr     | 0-1 | 1-2    |
| Nissan    | 2-0  | Pupuk Kaltim | 2-0 | 0-0    |

## Final
| Equipo 1 | Agr. | Equipo 2 | Ida | Vuelta |
| -------- | ---- | -------- | --- | ------ |
| Al-Nassr | 1-6  | Nissan   | 1-1 | 0-5    |

### Ida
| 30 de enero de 1992 | Al Nasr       | 1:1 | Nissan          | Prince Abdullah al-Faisal Stadium, Jeddah |  |
|                     | Al-Torayr 72' |     | Hashiratani 04' |                                           |  |

### Vuelta
| 7 de febrero de 1992 | Nissan                                                     | 5:0 | Al Nasr | Mitsuzawa Stadium, Yokohama |  |
|                      | Everton 35' · Carlos Renato 37', 52', 62' · Matsuhashi 70' |     |         |                             |  |

## Campeón
| Recopa de la AFC 1991/92 |
| ------------------------ |
| Bandera de Japón         |
| Nissan 1º Título         |